# Лижні перегони на зимових Олімпійських іграх 1952
Змагання з лижних перегонів на зимових Олімпійських іграх 1952 тривали з 18 до 23 лютого в Гольменколлені. Стартували і фінішували спортсмени на Голменколенській національній арені.
У змаганнях взяли участь 138 лижників (118 чоловіків та 20 жінок) з 19 країн. Розіграно 4 комплекти нагород. Чоловіки змагалися на дистанціях 18 та 50 км, а також в естафеті 4×10 км, а жінки розіграли медалі на дистанції 10 км. Порівняно з попередньою Олімпіадою 1948 року програма змагань у чоловічих перегонах не змінилась. Вперше в історії Олімпійських ігор відбулись лижні перегони серед жінок. 
Найуспішніше виступили фінські лижники: у жіночих перегонах фінки посіли увесь п'єдестал пошани, а серед чоловіків фіни виграли 5 нагород із 7 можливих — 2 золоті, 2 срібні та 1 бронзову. Господарі Олімпіади норвежці зуміли виграти лише 1 золото, його здобув Гальґейр Бренден на дистанції 18 км.
Особливо вражає перемога фінів в естафеті – навіть попри відсутність олімпійського чемпіона на 50 км Вейкко Хакулінена (який обійшов срібного призера на 50 км на понад 4,5 хвилини) фіни майже на 3 хвилини випередили норвежців. Шведи, які посіли 3-тє місце, відстали від норвежців на хвилину, а французи програли бронзовим призерам майже 7 хвилин, а чемпіонам майже 11.

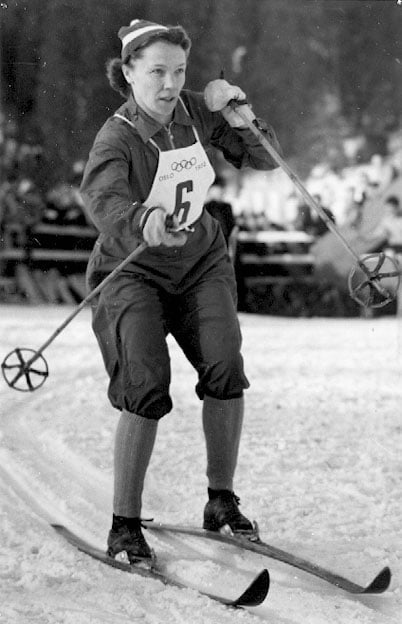
Лідія Відеман - перша в історії олімпійська чемпіонка з лижних перегонів

Фінка Лідія Відеман, яка перемогла на 10 км, стала першою в історії жінкою, яка виграла олімпійську золоту медаль у лижних перегонах. У змаганнях серед жінок 12 перших місць посіли представниці Фінляндії, Норвегії та Швеції. Німкеня Ганні Ґерінґ, яка стала 13-ю, поступилася 12-му місцю майже трьома хвилинами, а чемпіонці — дев'ятьма.

## Чемпіони та призери

### Таблиця медалей
| Місце              | Країна             | Золото | Срібло | Бронза | Загалом |
| ------------------ | ------------------ | ------ | ------ | ------ | ------- |
| 1                  | Фінляндія (FIN)    | 3      | 3      | 2      | 8       |
| 2                  | Норвегія (NOR)     | 1      | 1      | 1      | 3       |
| 3                  | Швеція (SWE)       | 0      | 0      | 1      | 1       |
| Загалом (3 збірні) | Загалом (3 збірні) | 4      | 4      | 4      | 12      |

### Чоловіки
| Дисципліна       | Золото                                                               | Срібло                                                                          | Бронза                                                                  |
| ---------------- | -------------------------------------------------------------------- | ------------------------------------------------------------------------------- | ----------------------------------------------------------------------- |
| 18 км            | Гальґейр Бренден · Норвегія                                          | Тапіо Мякеля · Фінляндія                                                        | Пааво Лонкіла · Фінляндія                                               |
| 50 км            | Вейкко Хакулінен · Фінляндія                                         | Ееро Колехмайнен · Фінляндія                                                    | Маґнар Естенстад · Норвегія                                             |
| естафета 4×10 км | Фінляндія (FIN) Хейккі Хасу Пааво Лонкіла Урпо Корхонен Тапіо Мякеля | Норвегія (NOR) Маґнар Естенстад Мікал Кіркгольт Мартін Стоккен Гальґейр Бренден | Швеція (SWE) Нільс Тепп Сіґурд Андерссон Енар Юсефссон Мартін Лундстрем |

### Жінки
| Дисципліна | Золото                    | Срібло                      | Бронза                     |
| ---------- | ------------------------- | --------------------------- | -------------------------- |
| 10 км      | Лідія Відеман · Фінляндія | Мір'я Хіетаміес · Фінляндія | Сійрі Рантанен · Фінляндія |

## Країни-учасниці
У змаганнях з лижних перегонів на Олімпійських іграх в Осло взяли участь 138 спортсменів з 19 країн:
- Австралія (2)
- Австрія (10)
- Болгарія (6)
- Канада (2)
- Чехословаччина (5)
- Фінляндія (17)
- Франція (8)
- Німеччина (9)
- Угорщина (2)
- Ісландія (6)
- Італія (11)
- Японія (2)
- Норвегія (15)
- Польща (1)
- Румунія (9)
- Швеція (15)
- Швейцарія (9)
- США (7)
- Югославія (2)